# 아나스타시야 베르틴스카야
아나스타시야 알렉산드로브나 베르틴스카야(러시아어: Анастаси́я Алекса́ндровна Верти́нская, 1944년 12월 19일 ~ )는 소련과 러시아의 배우이다. 1960년대 초 러시아의 인기 배우이다. 1990년대 러시아 영화계에 환멸을 느끼고 외국에 나가 연기를 가르치며 12년 동안 국외 생활을 했다. 1988년에 러시아 인민예술가상을 수상했다.